# Handölan

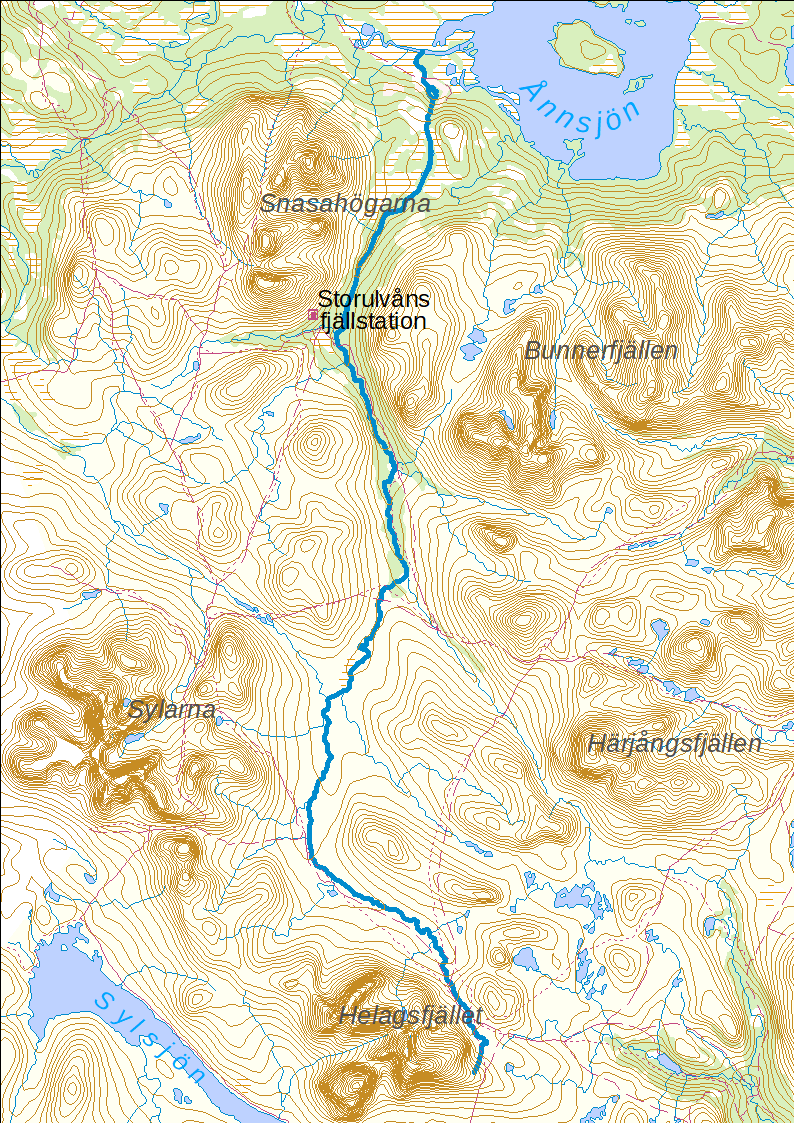
Karta över Handölans sträckning från Helagsfjället till Ånnsjön.

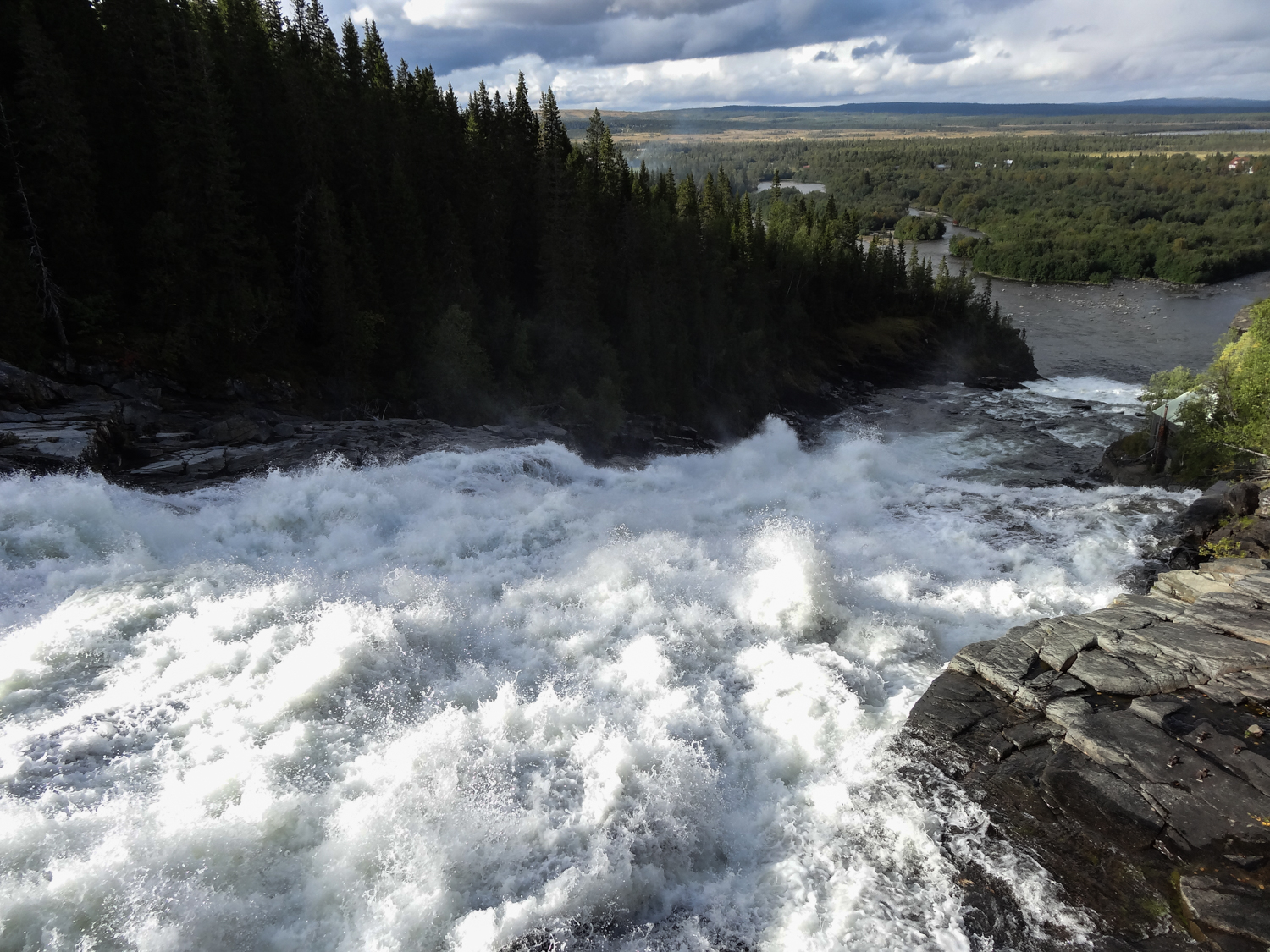
Handölsforsen i Handölan nära Handöl

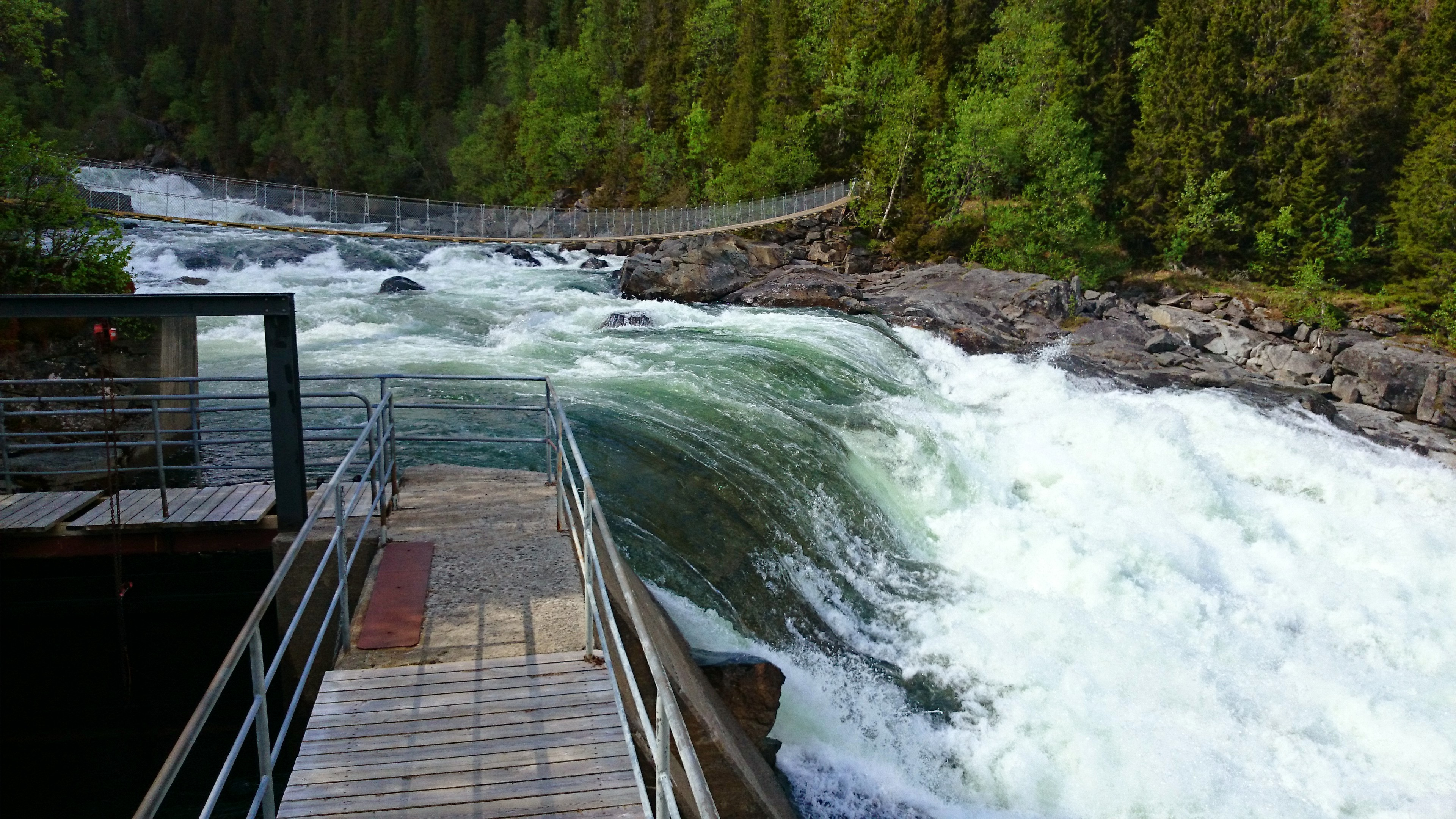
Hängbron över Handölsforsen i Handölan

Handölan är en fjällälv i västra Jämtland ett av Indalsälvens källflöden. Längden är ca 50 km. Handölan rinner upp vid foten av Helags och strömmar åt norr och mynnar i Ånnsjön vid Handöl.
På vägen passerar den nära Storulvåns fjällstation